# Toses
Toses är en kommun i Spanien.   Den ligger i provinsen Província de Girona och regionen Katalonien, i den nordöstra delen av landet, 500 km öster om huvudstaden Madrid. Antalet invånare är 155. Arean är 58 kvadratkilometer. Toses gränsar till Planoles, Gombrèn, Castellar de n'Hug, Alp, Palau-de-Cerdagne och Valcebollère. 
Terrängen i Toses är kuperad norrut, men söderut är den bergig.